# Internet Relay Chat
Internet Relay Chat (angleško IRC) je angleški izraz za spletni klepet, ki je eden od razširjenih načinov trenutnega (instant) skupinskega sporočanja in sporazumevanja na Internetu.
Konec avgusta 1988 se je rodil IRC, program za večuporabniški pogovor, ki je bil sprva namenjen pogovorom v okviru javnega BBS-a na finski univerzi v mestu Oulu. Razvijati ga je začel sistemski administrator Jarkko Oikarinen (vzdevek »WiZ«), in sicer kot dodatno možnost konferenčnih diskusij (podobnih Usenetu), da lahko potekajo v realnem času.
Oikarinen je program poslal univerzitetnim prijateljem, ti pa svojim prijateljem ... Ko je v naslednjih letih prišlo do širitve interneta ter s tem do povezovanja mreže univerz in akademskih ustanov na meddržavni ravni, so začeli povezovati sprva skromno število finskih in ameriških IRC-strežnikov. Leta 1989 je Michael Sandrof izdal UNIX program ircII, katerega poznejše različice so začeli uporabljati tudi na slovenski akademski mreži Arnes.

## Tehnične podrobnosti
IRC je prosti protokol, ki uporablja TCP (protokol za nadzor prenosa) in včasih TLS.
Za povezavo v omrežje se moramo z odjemalcem povezati na enega izmed mnogih strežnikov (najbolj znani slovenski je irc.arnes.si). Večina strežnikov ne zahteva registracije, vendar mora uporabnik pred prijavo vseeno nastaviti uporabniško ime.
Strežniki so povezani v omrežja s topologijo drevesa. Obstaja več omrežij, npr. freenode, DalNet, EFNet, IrcNET, OFTC, Quakenet.
IRC omogoča prenos preprostega besedila, kar pomeni, da ga je mogoče uporabljati z enostavnim omrežnim protokolom, kot je telnet, ki uporablja 7-bitni nabor znakov ASCII (izjemoma 8-bitni). Kljub temu uporablja spremenjeni nabor ASCII znakov, ki med drugim omogoča tudi zapis šumnikov.
Sporočila v IRC-u se prenašajo kot bloki, to pomeni, da se znaki ne prenesejo neposredno ob tipkanju, ampak je za to treba pritisniti Enter.
Medtem ko IRC po definiciji ni protokol P2P, obstaja nekaj razširitev, ki omogočajo prenos datotek in sporočil med uporabniki brez prijave v strežnik. Znani sta DCC in CTCP.

### Odjemalci
Odjemalci so programi, s katerimi uporabljamo protokol IRC.
Najbolj razširjen odjemalec za IRC v OS Windows je trenutno mIRC, vendar mu veliko konkurenco predstavljajo zastonjski Bersirc, KVIrc, Trillian, Solar Irc, Visual Irc in X-Chat.
Tudi v zadnjem času vse bolj popularna brskalnika imata svoja odjemalca, in sicer ChatZilla (Mozilla) in Opera, pri kateri pa je vgrajen.
Za začetnike se mIRC in podobni odjemalci z veliko podokni zdijo kompleksni, pretežki za uporabo ali celo neuporabni, zato so zanje primernejši enostavnejši, kot sta Miranda IM ali Trillian. Ta dva in odjemalec Pidgin omogočajo tudi povezavo z ostalimi omrežji, ki omogočajo neposredno sporočanje (MSN, AOL ...).
Odjemalci za Microsoft Windows: Bersirc, dIRC, HydraIRC, IceChat, Klient, mIRC, Microsoft Comic Chat, Miranda IM, pIRCh, Trillian, ViRC, XiRCON, TinyIRC ...
Odjemalci za Posix kompatibilne sisteme Linux/BSD/Unix: Unix-like: BitchX, IIRC, ircII, irssi, Kopete, Kvirc, naim, ScrollZ, TalkSoup, Zircon, Epic ...

### Omrežja
Omrežje je največji gradnik IRC-a. Odjemalci, ki se prijavijo v neko omrežje ne morejo neposredno komunicirati z odjemalci iz drugega omrežja. Vsako omrežje je sestavljeno iz več strežnikov.

### Boti
Obstaja več vrst botov tako imenovanih varuhov kanalov. Ime bot izhaja iz besede (Ro)bot - umetna inteligenca napisana v namen braniti kanal ali ga prevzeti. Boti lahko služijo tudi za namen podajanja raznih informacij v kanal. Nekateri boti uporabljajo .tcl programske skripte (eggdrop), drugi uporabljajo perl skripte. Danes najbolj razširjeni boti so Eggdrop, Evangeline, Gozerbot, Infobot in Psotnic.

## Kanali
Sobe ali kanali (ang. room/channel) so najmanjši gradniki v IRC-u. Po navadi so ločeni po temi pogovora, državi, območju ali subkulturi, ki se v njem pogovarja. Naenkrat smo lahko prijavljeni v več sob in se v njih lahko pogovarjamo z vsemi uporabniki iz sobe naenkrat ali pa si izberemo določeno osebo za zaseben pogovor, ki ga lahko vidita samo sogovornika.

### Vzdevek
Ko se prijavimo na omrežje in strežnik se med uporabniki ločimo po vzdevku (angleško nickname), ki je sestavljen iz osnovnih znakov ASCII tabele (a-z, A-Z, _ in presledek). Operaterji, ki moderirajo določeno sobo imajo pred vzdevkom znak @.

## Uporaba
Pogovarjamo se z vpisom besedila v ukazno polje. Z ukazi, ki jih vpisujemo v isto polje lahko vstopamo v druge sobe, spremenimo vzdevek, dobimo informacije o določenem uporabniku itd.
| ukaz             | sprememba                                                                                            | zgled                                                                                                  |
| ---------------- | --- | --- |
| /attach /server  | Prijava na strežnik                                                                                  | /attach irc.arnes.si /server irc.arnes.si                                                              |
| /nick            | Sprememba vzdevka                                                                                    | /nick Novi vzdevek                                                                                     |
| /join            | Prijava na kanal                                                                                     | /join #slovenija                                                                                       |
| /msg             | Pošlje sporočilo, ki je lahko privatno ali javno (za cel kanal)                                      | Sporočilo kanalu: /msg #slovenija Pozdravljeni! Zasebno sporočilo: /msg Vzdevek Pozdravljen prijatelj. |
| /whois           | Prikaže informacije o določenem uporabniku na strežniku                                              | /whois Janez                                                                                           |
| /clear /clearall | Počisti besedilo na celem kanalu Počisti besedilo na vseh odprtih kanalih                            | /clear /clearall                                                                                       |
| /away            | Pošlje sporočilo o naši nepristotnosti. Opozorilo: da odstranite sporočilo, še enkrat napišite /away | /away Ni me tu, ker ...                                                                                |
| /me              | Glej zgled.                                                                                          | Če napišemo /me bere wikipedijo. se prikaže NašVzdevek bere wikipedijo.                                |